# Władysław Kaliszek
Władysław Kaliszek (ur. 10 października 1895 w Kałudze, zm. wiosną 1940 w Charkowie) – podpułkownik artylerii Wojska Polskiego, działacz niepodległościowy, kawaler Orderu Virtuti Militari, ofiara zbrodni katyńskiej.

## Życiorys
Urodził się 10 października 1895 w Kałudze, ówczesnej stolicy guberni kałuskiej, w rodzinie Jana Wojciecha i Walerii z Jabłońskich. Po ukończeniu szkoły realnej w Kijowie (1912) rozpoczął studia na Wydziale Mechanicznym Politechniki Kijowskiej. Dwa lata później przeniósł się na Wydział Rolniczy, na którym ukończył agronomię. Od 1916 roku wcielony do armii rosyjskiej, gdzie ukończył szkołę oficerską. W 1917 roku w III Korpusie Polskim w Rosji. Od lipca do września 1918 działał w Polskiej Organizacji Wojskowej w Kijowie.
W 1918 roku, wstąpił na ochotnika do Wojska Polskiego. Został przydzielony do 1 pułku artylerii polowej Legionów jako adiutant I Brygady Artylerii. Został mianowany dowódcą baterii w 1 pap, a następnie w 6 dywizjonie artylerii konnej. Za bohaterstwo w czasie walk w wojnie polsko-bolszewickiej został odznaczony Orderem Virtuti Militari.
Po zakończeniu działań wojennych pozostał w wojsku, został zweryfikowany w stopniu kapitana ze starszeństwem z dniem 1 czerwca 1919 roku. Służył w 3 dywizjonie artylerii konnej, a następnie w 1 pułku artylerii polowej Legionów, gdzie w 1928 roku został awansowany do stopnia majora i był dowódcą II dyonu. W styczniu 1931 został wyznaczony na stanowisko dyrektora nauk Szkoły Podchorążych Artylerii w Toruniu. W marcu 1935 objął dowództwo 12 dywizjonu artylerii konnej w Ostrołęce, a 1 stycznia 1937 dowództwo 1 dywizjonu artylerii konnej w Warszawie. W 1939 został mianowany dowódcą 24 pułku artylerii lekkiej w Jarosławiu. Był także przedostatnim przedwojennym prezesem klubu sportowego Legia Warszawa, którym kierował od kwietnia 1938 do lipca 1939.
W sierpniu 1939, w czasie mobilizacji, objął stanowisko dowódcy artylerii dywizyjnej 24 Dywizji Piechoty. Po agresji ZSRR na Polskę pod koniec września dostał się w ręce Sowietów podczas próby przedostania się w rejon Lwowa. Wraz z grupą żołnierzy i oficerów został umieszczony w obozie jenieckim w Starobielsku. Wiosną 1940 został zamordowany przez funkcjonariuszy NKWD w Charkowie i pogrzebany potajemnie w bezimiennej mogile zbiorowej w Piatichatkach, gdzie od 17 czerwca 2000 mieści się oficjalnie Cmentarz Ofiar Totalitaryzmu w Charkowie.
5 października 2007 minister obrony narodowej Aleksander Szczygło mianował go pośmiertnie na stopień pułkownika. Awans został ogłoszony 9 listopada 2007 w Warszawie, w trakcie uroczystości „Katyń Pamiętamy – Uczcijmy Pamięć Bohaterów”.
Był żonaty z Michaliną z Kowalewskich, z którą miał dwie córki: Krystynę (ur. 19 maja 1925) i Hannę (ur. 26 lipca 1929).

## Ordery i odznaczenia
- Krzyż Srebrny Orderu Wojskowego Virtuti Militari nr 3271 – 1922[15][1][3]
- Złoty Krzyż Zasługi – 19 marca 1936 „za zasługi w służbie wojskowej”[16][17]
- Medal Niepodległości – 25 stycznia 1933 „za pracę w dziele odzyskania niepodległości”[18]
- Medal Pamiątkowy za Wojnę 1918–1921[19]
- Medal Dziesięciolecia Odzyskanej Niepodległości[19]
- łotewski Medal Pamiątkowy 1918-1928 – 6 sierpnia 1929[20][19]